# Henk van de Burgt

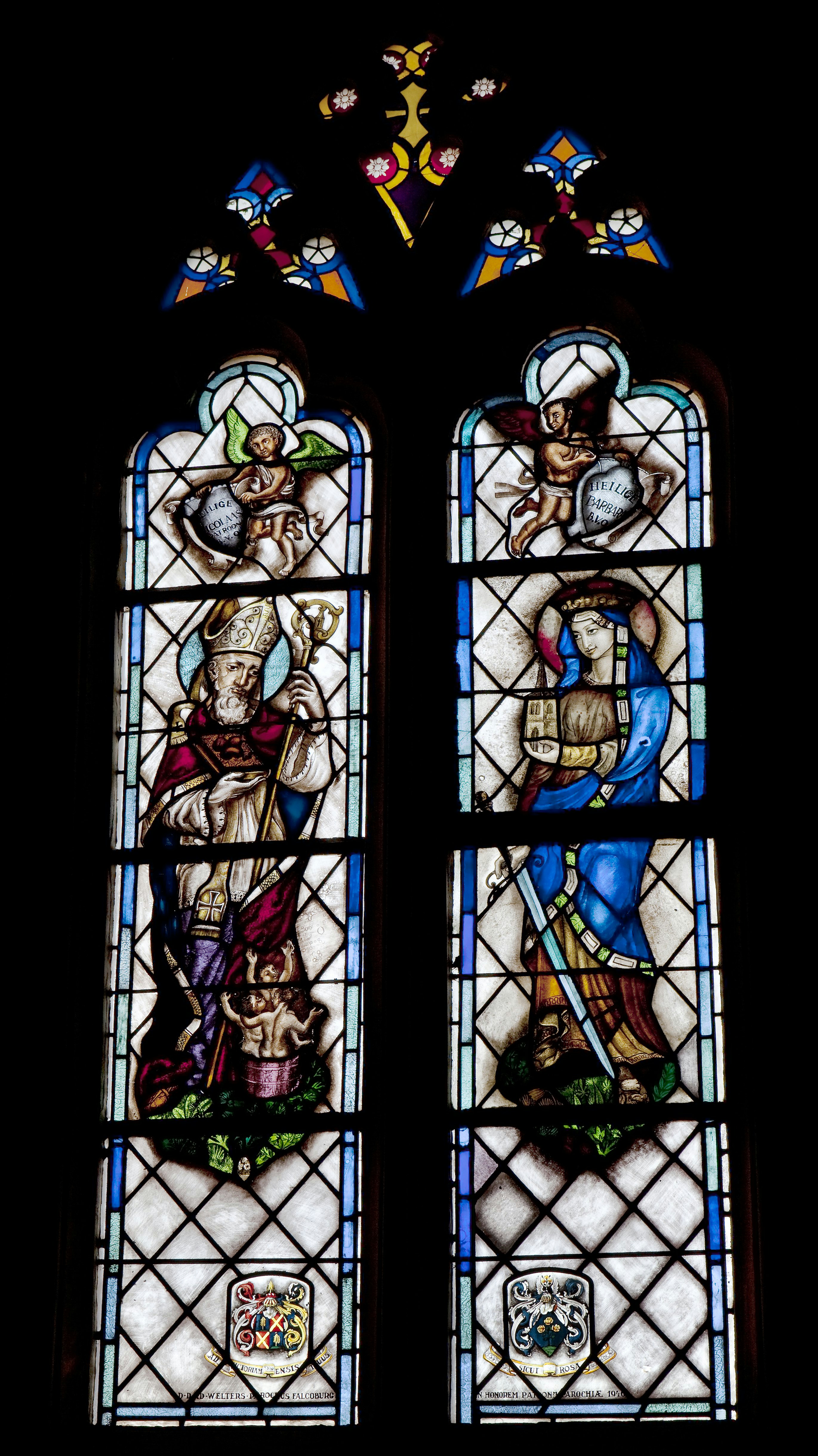
H.H. Nicolaas en Barbarakerk in Valkenburg

Hendrik Jozef Willebrord (Henk) van de Burgt (Arnhem, 18 september 1913 – Woodland Park, 13 december 2009) was een Nederlands glazenier, tekenaar en docent.

## Leven en werk
Henk Van de Burgt werd geboren als tiende kind in een katholiek gezin. De familie was nog maar net verhuisd naar een bovenwoning aan het begin van de Steenstraat in Arnhem. Vader des huizes was spoorwegambtenaar en had niet zoveel op met religieuze kunst, maar zijn kinderen kregen wel allemaal de 'juiste spirit' mee. Zo werd de oudste zoon Stephan door zijn vader geïnspireerd om een boekhandel te beginnen. Bonie als tweede zoon zou een schildersbedrijf starten. 
Van de Burgt ging naar de RHBS in Arnhem en haalde in 1932 de L.O.-akte tekenen. In 1937 studeerde hij cum laude af aan de afdeling glas in lood van de Arnhemse Academie Kunstoefening, waar hij een leerling was van J.H.E. Schilling. Hij werkte vervolgens op het glasatelier van de gebroeders Den Rooijen in Roermond en had later een eigen atelier in Arnhem. Hij kreeg, waarschijnlijk na het overlijden van Jean den Rooijen in 1939, de leiding over het atelier Den Rooijen. In 1943 volgde hij Schilling op als leraar voor de glasschilderkunst en glas-in-loodzetten.
Pierre van Rossum, die hij had leren kennen bij Den Rooijen, werkte bij Van de Burgt op het atelier. Het pand aan de Steenweg raakte door oorlogshandelingen beschadigd. Bernardus Siero, die een schildersbedrijf in Kampen had, wilde zijn activiteiten uitbreiden. Op zijn uitnodiging verhuisden Van de Burgt en Van Rossum in 1946 met het atelier naar Kampen, waar ze een aantal jaren werkten onder Siero's hoede. Van de Burgt ontwierp in die tijd onder meer de gedenkramen van Limburgse evacués voor Buitenpost en Meppel. Binnen drie jaar gingen de heren weer hun eigen weg, Van de Burgt vond het afzetgebied in het Overijsselse te beperkt. Hij keerde terug naar Arnhem en Van Rossum vertrok naar Boxtel. Hij bleef tot in de jaren vijftig wel ramen ontwerpen voor het atelier Siero.
In zijn geboortestad Arnhem kon Van de Burgt niet genoeg werk krijgen, waardoor hij besloot om met zijn gezin naar New Jersey te emigreren. Hij was welkom in het atelier van Lamb Studio's, dat in 1857 door twee Britse broers in New York was opgericht (bekend als het oudste glas-in-loodatelier van Amerika). Toen Henk in het atelier zijn intrede deed, stond Lamb Studio's onder leiding van Katharine Lamb Tait. Zij was van de derde generatie uit de familie en zeer bedreven om opdrachten voor kerkinterieurs binnen te halen. Van der Burgts werk werd ook gewaardeerd, er zijn religieuze ontwerpen van hem bewaard gebleven in het archief, waaronder ook raamwerken voor een synagoge. Hij wijdde zijn hele verdere leven aan de glas-in-loodkunst. 
Van de Burgt overleed thuis op 95-jarige leeftijd. 

## Werken (selectie)
- Christus Koningraam (1938) in Arnhem
- drie ramen (1939) voor het klooster St.-Joseph in Heel
- diverse ramen, waaronder de vier jaargetijden (1940) voor de Limburgse Land- en Tuinbouw Bond in Roermond
- zes ramen (1941, 1950, 1952) voor de Sint-Lambertuskerk in Bingelrade
- een aantal ramen (1938, 1942, 1952) voor de kapel O.L. Vrouw van Zeven Smarten in Afferden[5]
- bovenlicht (1945), herenhuis aan de Berg en Dalseweg 64, Nijmegen
- Gedenkraam Limburgse evacués (1946) in Buitenpost
- Gedenkraam Limburgse evacués (1946) in Assen
- raam met afbeelding van de god Pan (1946) voor City Theater in Kampen
- raam met de patroonheiligen Nicolaas en Barbara (1946) voor de H.H. Nicolaas en Barbarakerk in Valkenburg
- twee ramen (1946), met voorstellingen van de rijke jongeling en de barmhartige Samaritaan, voor de kerk in Terwolde
- een aantal ramen (1947), waaronder een rond raam met het Lam Gods voor de Theologische Hogeschool van De Gereformeerde Kerken in Nederland, Broederweg, Kampen
- plafondschilderingen (1947) van de goede herder, de kroning en hemelvaart van Maria in de Buitenkerk in Kampen, samen met Van Rossum (wegens vochtproblemen in 1958 weggewerkt)
- rond raam (ca. 1947) met een afbeelding van St. Caecilia, Terwolde
- raam terugkeer van de verloren zoon (1949) voor de Antonius van Paduakerk in Veulen
- schildering van Johannes de Doper (1951), boven de schoorsteenmantel in de pastorie van St. Jan de Doper in Arnhem

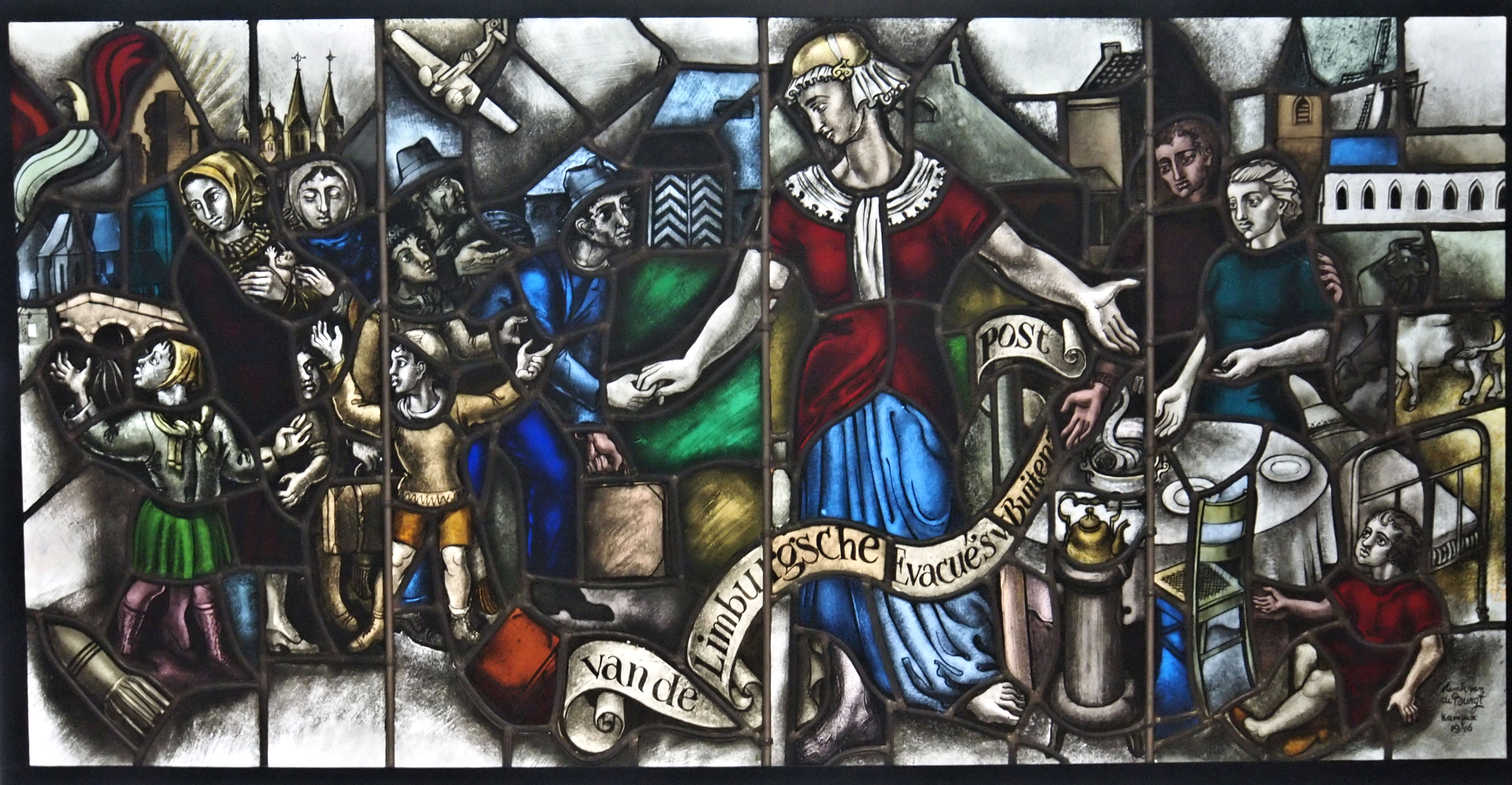
Gedenkraam Limburgse evacués (Buitenpost)